# Сертификация сварщика
Аттестация сварщика  — процесс, при котором проверяются документы сварщика и его квалификация, и подтверждается степень его профессиональной подготовки по технологии сварки.

## Процесс
Аттестация сварщика основана на специально разработанных тестах для определения навыков и способностей сварщика. Тесты состоят из множества вопросов, включающих сварочные процессы, тип металла, его толщина, проектирование и др. Тесты могут проводиться под эгидой национальных или международных организаций, таких как американское общество по сварке (АОС, AWS) или американское общество инженеров-механиков (ASME), но производитель может указать свои собственные стандарты и требования. Сварщики могут также быть сертифицированы для конкретной сварки или по родственные профессии: например, американское сварочное общество сертифицирует сварочных инспекторов и инструкторов. срок действия большинства сертификатов ограничен. После определенного срока возникает необходимость его возобновления или продления.
В Российской Федерации действует стандарт ГОСТ Р ИСО 9606-1-2020 (Аттестационные испытания сварщиков. Сварка плавлением).
В США аттестационные испытания сварщиков проводятся в соответствии с требованиями стандартов AWS, ASME и API и ряда других, в зависимости от изготавливаемого оборудования. Данные стандарты также могут использоваться в других странах.
Многие государства имеют свои собственные критерии для подтверждения квалификации сварщика.
В Канаде аттестация сварщика проводится в соответствии со стандартами CSA и ASME.
В Европе Европейский Комитет по стандартизации (ЕКС) принял стандарты ISO для квалификации сварщика (ISO 9606), на смену европейским стандартам серии EN 287. Операторов механизированной и автоматической сварки аттестовывают в соответствии с ISO 14732:2013.
После прохождения аттестации сварщик получает письменный документ. Как правило, данный документ действителен в течение ограниченного периода (обычно в течение двух лет), после чего сварщик должен пройти повторное тестирование.

## Аттестация сварщиков и специалистов сварочного производства (НАКС)
Все сварщики и специалисты сварочного производства, занимающиеся работами на объектах, поднадзорных Госгортехнадзору России (ОПО), должны быть аттестованы в системе аттестации сварщиков и специалистов сварочного производства.
Система аттестации предусматривает 4 уровня:
- I уровень — аттестованный сварщик;
- II уровень — аттестованный мастер-сварщик;
- III уровень — аттестованный технолог-сварщик;
- IV уровень — аттестованный инженер-сварщик.

Аттестация проводится в соответствии с документами:
- ПБ 03-273-99 «Правила аттестации сварщиков и специалистов сварочного производства», утверждены постановлением Госгортехнадзора России от 30.10.98 № 63;
- РД 03-495-02 «Технологический регламент проведения аттестации сварщиков и специалистов сварочного производства», утвержден постановлением Госгортехнадзора России от 25.06.02 № 36.

Органом, уполномоченным проводить аттестацию, является саморегулируемая организация Ассоциация «Национальное агентство контроля сварки» (НАКС).
В обязанности аттестованных специалистов входит:
- II уровень: специалисты, чьи письменные или устные указания являются обязательными для исполнения сварщиками при проведении сварочных работ (мастера, прорабы, и т. п.);
- III уровень: специалисты, являющиеся руководителями отдельных подразделений предприятия, обеспечивающих выполнения сварочных работ, и чья подпись необходима и достаточна для использования на предприятии документов, определяющих технологию проведения сварочных работ (начальники отделов, лабораторий, секторов, технических бюро, руководители рабочих групп и т. п.);
- IV уровень: специалисты, являющиеся руководителями службы сварки предприятия (организации), чья подпись необходима и достаточна для утверждения руководством предприятия (организации) руководящих и нормативных документов по выполнению всех видов сварочных работ (главные сварщики, их заместители и т. п.);[7]

По окончании аттестации работник получает удостоверение. Срок действия удостоверения первичной аттестации для сварщиков — 2 года, для специалистов II и III уровней — 3 года, IV уровня — 5 лет.

## Сертификация сварочного инспектора
Помимо сварщиков и операторов сварочных машин, существуют схемы сертификации инспекторов сварки и родственных специальностей. Обязанности инспектора по сварке описаны в стандарте ISO 14731; Однако требование для инспектора не стандартизированы. Отдельные схемы сертификации введены Американским обществом по сварке (AWS), Британским институтом неразрушающего контроля (BINDT), Институтом сварки (CSWIP) и канадским сварочным Бюро (CSA W178.2).
Американское сварочное общество предлагает следующие программы:
- Сертифицированный помощник инспектора по сварке (AWS CAWI)
- Сертифицированный инспектор по сварке (AWS CWI)
- Старший сертифицированный инспектор по сварке (AWS SCWI)

Британский институт неразрушающего контроля предлагает три уровня сертификации:
- Уровень 1
- Уровень 2 — контроль сварных соединений
- Уровень 3 — контроль сварных соединений радиографическим методом.

Институт сварки Великобритании предлагает следующие схемы сертификации:
- CSWIP 3.0 (уровень 1): инспектор по сварке
- CSWIP 3.1 (уровень 2): инспектор по сварке
- CSWIP 3.2 (уровень 3): старший инспектор по сварке; с или без рентгенографического контроля.

Канадское Бюро сварки предлагает следующие программы:
- Сертифицированный инспектор по сварке. Уровень 1
- Сертифицированный инспектор по сварке. Уровень 2
- Сертифицированный инспектор по сварке. Уровень 3

## Примечание
1. 1 2  ASME Boiler and Pressure Vessel Code section IX: «Qualification Standard for welding and brazing procedures, welders, brazers and welding and brazing operators».
2. ↑  API 1104: «Welding of pipelines and related facilities», part 6
3. ↑  EN ISO 9606: «Qualification test of welders — Fusion welding (ISO 9606)» four parts
4. ↑  EN 287: «Qualification test of welders — Fusion welding»
5. ↑  ISO 14732:2013 Welding personnel — Qualification testing of welding operators and weld setters for mechanized and automatic welding of metallic materials. Дата обращения: 17 ноября 2018. Архивировано 17 ноября 2018 года.
6. ↑  НАКС. Дата обращения: 27 июня 2016. Архивировано 23 июня 2016 года.
7. ↑  ПБ 03-273-99 "Правила аттестации сварщиков и специалистов сварочного производства".
8. ↑  BS EN ISO 14731: «Welding coordination — Tasks and responsibilities» (2006), paragraphs 3.4, B.12, B.13, B.14
9. ↑  AWS QC1: Standard for AWS Certification of Welding Inspectors (2007)
10. ↑  PCN WI: Specific requirements for the certification of personnel for weld inspection Архивная копия от 5 июля 2016 на Wayback Machine, Issue 3.
11. ↑  CSWIP-WI-6-92: Requirements for the Certification of Visual Welding Inspectors (Level 1), Welding Inspectors (Level 2) and Senior Welding Inspectors (Level 3) (fusion welding) in accordance with the requirements of BS EN ISO 17637:2011 Архивная копия от 31 марта 2012 на Wayback Machine (2011)
12. ↑  CSA Standard W178.2: Certification of Welding Inspectors(2008)